# Hippacris ephippium
Hippacris ephippium är en insektsart som först beskrevs av Francois Jules Pictet de la Rive och Henri Saussure 1887.  Hippacris ephippium ingår i släktet Hippacris och familjen gräshoppor. Inga underarter finns listade i Catalogue of Life.